# Czekaj (powiat żyrardowski)
Czekaj – wieś w Polsce położona w województwie mazowieckim, w powiecie żyrardowskim, w gminie Mszczonów.
Wieś wchodzi w skład sołectwa Marków-Towarzystwo.
W latach 1975–1998 miejscowość należała administracyjnie do województwa skierniewickiego.